# Džudejda-Makr
Džudejda-Makr (hebrejsky גֻ׳דֵידָה-מַכְּר‎ nebo ג׳דיידה-מכר‎, arabsky جديدة المكر‎, v oficiálním přepisu do angličtiny Judeide-Maker, přepisováno též Jadeidi-Makr) je místní rada (malé město) v Izraeli, v Severním distriktu.

## Geografie
Leží v nadmořské výšce 57 metrů na pahorcích na pomezí západní Galileji a pobřežní planiny. Severně od města protéká vádí Nachal Jichar. Západně od obce pak k moři směřuje vádí Nachal Ako. Na jihovýchodní straně začíná rozsáhlý lesní komplex Ja'ar Achihud.
Džudejda-Makr se nachází cca 5 kilometrů východně od města Akko, cca 100 kilometrů severoseverovýchodně od centra Tel Avivu a cca 20 kilometrů severovýchodně od centra Haify.
Džudejda-Makr je situována v hustě osídleném a zemědělsky intenzivně využívaném pásu, přičemž osídlení v tomto regionu je etnicky smíšené. Vlastní Džudejda-Makr je osídlena izraelskými Araby. Arabská jsou i další sídla na východní straně. Na západě začíná pobřežní pás s demografickou převahou židů. Město je na dopravní síť napojeno pomocí dálnice číslo 85, která spojuje ve východozápadním směru Akko s centrálními oblastmi Galileje.

## Dějiny
Džudejda-Makr vznikla roku 1990 sloučením dvou samostatných arabských obcí: Džudejda a Makr.
- Džudejda vznikla v 16. století arabskými přistěhovalci ze Sýrie. Francouzský cestovatel Victor Guérin koncem 19. století popisuje Džudejdu jako malou vesnici s 350 obyvateli, z nichž tři čtvrtiny byli muslimové, zbytek arabští ortodoxní křesťané.[3]

- Makr byl založen ve středověku, cca před 500 lety křesťanskými Araby z Libanonu. V obci se dochovaly pozůstatky staveb z římského a byzantského období. Victor Guérin koncem 19. století popisuje Makr jako malou vesnici s 350 arabskými obyvateli: muslimy, křesťany (ortodoxního i katolického směru).[4]

Obě vesnice byly jako celá oblast západní Galileje dobyty izraelskou armádou během války za nezávislost v roce 1948. Obyvatelstvo nebylo na rozdíl od mnoha jiných arabských vesnic dobytých Izraelem vysídleno a obce si zachovaly svůj arabský ráz. Obě pak prožily demografický rozmach. Vesnice Makr byla v roce 1968 byla povýšena na místní radu (malé město). Džudejda tento status získala roku 1989. V roce 1990 pak obě obce byly sloučeny do jednoho města Džudejda-Makr.

## Demografie
Džudejda-Makr je etnicky zcela arabské město. Podle údajů z roku 2005 tvořili arabsky mluvící muslimové 91,2 % obyvatelstva. Arabští křesťané tvořili 8,8 populace. Jde o středně velké sídlo městského typu, třebaže zejména na okrajích obce zástavba nabývá rozptýleného, spíše vesnického charakteru. Obě původně samostatné obce si uchovávají vlastní urbanistickou strukturu, třebaže jsou odděleny jen několik set metrů širokým pásem nezastavěného území. K 31. prosinci 2017 zde žilo 20 600 lidí.
| Rok            | 1922 | 1945 | 1948 | 1949 | 1961  |
| -------------- | ---- | ---- | ---- | ---- | ----- |
| Počet obyvatel | 204  | 280  | 453  | 683  | 1 160 |

| Rok            | 1922 | 1931 | 1945 | 1948 | 1949  | 1961  |
| -------------- | ---- | ---- | ---- | ---- | ----- | ----- |
| Počet obyvatel | 281  | 331  | 490  | 544  | 1 444 | 1 340 |

| Rok            | 1955  | 1961  | 1972  | 1980  | 1983  | 1990   | 1993   | 1994   | 1995   | 1996   | 1997   | 1998   | 1999   | 2000   |
| -------------- | ----- | ----- | ----- | ----- | ----- | ------ | ------ | ------ | ------ | ------ | ------ | ------ | ------ | ------ |
| Počet obyvatel | 2 100 | 2 700 | 4 900 | 7 200 | 8 800 | 11 300 | 12 200 | 12 700 | 12 900 | 13 400 | 13 900 | 14 400 | 14 900 | 15 200 |

| Rok            | 2001   | 2002   | 2003   | 2004   | 2005   | 2006   | 2007   | 2008   | 2009   | 2010   | 2011   | 2012   | 2013   | 2014   | 2015   | 2016   | 2017   |
| -------------- | ------ | ------ | ------ | ------ | ------ | ------ | ------ | ------ | ------ | ------ | ------ | ------ | ------ | ------ | ------ | ------ | ------ |
| Počet obyvatel | 15 700 | 16 300 | 16 900 | 17 200 | 17 400 | 17 700 | 17 900 | 18 196 | 18 239 | 18 600 | 19 000 | 19 600 | 19 600 | 19 700 | 20 100 | 20 300 | 20 600 |